# 336-й армейский пушечный артиллерийский полк
336-й армейский пушечный артиллерийский Выборгский полк — воинская часть Вооружённых Сил СССР в Великой Отечественной войне. Полк в разное время мог называться 336-й пушечный артиллерийский полк, 336-й корпусной артиллерийский полк, 336-й армейский артиллерийский полк.

## История
Сформирован из состава 545-го пушечного полка 2 июня 1941 года как корпусной артиллерийский полк 62-го стрелкового корпуса. Был вооружён 152-мм орудиями МЛ-20.
В действующей армии во время ВОВ с 22 июня 1941 по 5 сентября 1942 и с 17 октября 1942 по 6 ноября 1944 года.
В первые бои вступил 9 июля 1941 года на рубеже реки Западная Двина севернее Витебска. Как и большая часть 22-й армии, к 12 июля 1941 года попал в окружение, выходит из него в течение июля 1941 года. По выходе из окружения был направлен в состав Резервного фронта и занял оборону западнее Ржева. Под ударами войск противника в течение октября 1941 года отступал на северо-восток, в октябре же вновь вошёл в состав 22-й армии, и до декабря 1941 года держал оборону северо-восточнее Селижарово, отражая наступление противника в направлении Торжка. В декабре 1941 года передан в 39-ю армию, в составе которой принимал участие в Ржевско-Вяземской наступательной операции и в её же составе попал в окружение между Белым и Сычёвкой. До июля 1942 года находится в окружении. 9 июля 1942 года по приказу полк вывел из строя тракторы, орудия и приборы, и личный состав приступил к выходу из окружения. 18 июля 1942 года оставшийся личный состав полка вышел из окружения. В сентябре полк убыл на формирование под Москву, а оттуда переправлен в Ленинград, в 23-ю армию и занял позиции на Карельском перешейке.
Летом 1944 года принимал участие в Выборгской операции, разрушая огнём финские укрепления, отличился при взятии Выборга. По окончании операции дислоцируется в районе Выборга до переформирования.
В ноябре 1944 года обращён на формирование 194-й тяжёлой гаубичной артиллерийской бригады.

## Подчинение
| Дата            | Фронт (округ)            | Армия      | Корпус                 | Дивизия | Бригада |
| --------------- | ------------------------ | ---------- | ---------------------- | ------- | ------- |
| 22.06.1941 года | Западный фронт           | 22-я армия | 62-й стрелковый корпус | -       | -       |
| 01.07.1941 года | Резерв Ставки ВГК        | 22-я армия | 62-й стрелковый корпус | -       | -       |
| 10.07.1941 года | Западный фронт           |            | -                      | -       | -       |
| 01.08.1941 года | Резервный фронт          | -          | -                      | -       | -       |
| 01.09.1941 года | Резервный фронт          | -          | -                      | -       | -       |
| 01.10.1941 года | Резервный фронт          | 31-я армия | -                      | -       | -       |
| 01.11.1941 года | Калининский фронт        | 22-я армия | -                      | -       | -       |
| 01.12.1941 года | Калининский фронт        | 22-я армия | -                      | -       | -       |
| 01.01.1942 года | Калининский фронт        | 39-я армия | -                      | -       | -       |
| 01.02.1942 года | Калининский фронт        | 39-я армия | -                      | -       | -       |
| 01.03.1942 года | Калининский фронт        | 39-я армия | -                      | -       | -       |
| 01.04.1942 года | Калининский фронт        | 39-я армия | -                      | -       | -       |
| 01.05.1942 года | Калининский фронт        | 39-я армия | -                      | -       | -       |
| 01.06.1942 года | Калининский фронт        | 39-я армия | -                      | -       | -       |
| 01.07.1942 года | Калининский фронт        | 39-я армия | -                      | -       | -       |
| 01.08.1942 года | Калининский фронт        | 41-я армия | -                      | -       | -       |
| 01.09.1942 года | Калининский фронт        | -          | -                      | -       | -       |
| 01.10.1942 года | Московский военный округ | -          | -                      | -       | -       |
| 01.11.1942 года | Ленинградский фронт      | 23-я армия | -                      | -       | -       |
| 01.12.1942 года | Ленинградский фронт      | 23-я армия | -                      | -       | -       |
| 01.01.1943 года | Ленинградский фронт      | 23-я армия | -                      | -       | -       |
| 01.02.1943 года | Ленинградский фронт      | 23-я армия | -                      | -       | -       |
| 01.03.1943 года | Ленинградский фронт      | 23-я армия | -                      | -       | -       |
| 01.04.1943 года | Ленинградский фронт      | 23-я армия | -                      | -       | -       |
| 01.05.1943 года | Ленинградский фронт      | 23-я армия | -                      | -       | -       |
| 01.06.1943 года | Ленинградский фронт      | 23-я армия | -                      | -       | -       |
| 01.07.1943 года | Ленинградский фронт      | 23-я армия | -                      | -       | -       |
| 01.08.1943 года | Ленинградский фронт      | 23-я армия | -                      | -       | -       |
| 01.09.1943 года | Ленинградский фронт      | 23-я армия | -                      | -       | -       |
| 01.10.1943 года | Ленинградский фронт      | 23-я армия | -                      | -       | -       |
| 01.11.1943 года | Ленинградский фронт      | 23-я армия | -                      | -       | -       |
| 01.12.1943 года | Ленинградский фронт      | 23-я армия | -                      | -       | -       |
| 01.01.1944 года | Ленинградский фронт      | 23-я армия | -                      | -       | -       |
| 01.01.1944 года | Ленинградский фронт      | 23-я армия | -                      | -       | -       |
| 01.02.1944 года | Ленинградский фронт      | 23-я армия | -                      | -       | -       |
| 01.03.1944 года | Ленинградский фронт      | 23-я армия | -                      | -       | -       |
| 01.04.1944 года | Ленинградский фронт      | 23-я армия | -                      | -       | -       |
| 01.05.1944 года | Ленинградский фронт      | 23-я армия | -                      | -       | -       |
| 01.06.1944 года | Ленинградский фронт      | 23-я армия | -                      | -       | -       |
| 01.07.1944 года | Ленинградский фронт      | 23-я армия | -                      | -       | -       |
| 01.08.1944 года | Ленинградский фронт      | 23-я армия | -                      | -       | -       |
| 01.09.1944 года | Ленинградский фронт      | 23-я армия | -                      | -       | -       |
| 01.10.1944 года | Ленинградский фронт      | 23-я армия | -                      | -       | -       |
| 01.11.1944 года | Ленинградский фронт      | 23-я армия | -                      | -       | -       |

## Командиры
- полковник Купатенко Андрей Иванович 11.41-09.42
- подполковник Аверкин Михаил Петрович (в 1944 году)
- полковник Бажутов в 1943 году